# Myioclura necopina
Myioclura necopina är en tvåvingeart som beskrevs av Henry J. Reinhard 1975. Myioclura necopina ingår i släktet Myioclura och familjen parasitflugor.
Artens utbredningsområde är Paraguay. Inga underarter finns listade i Catalogue of Life.